# Basilica Palladiana

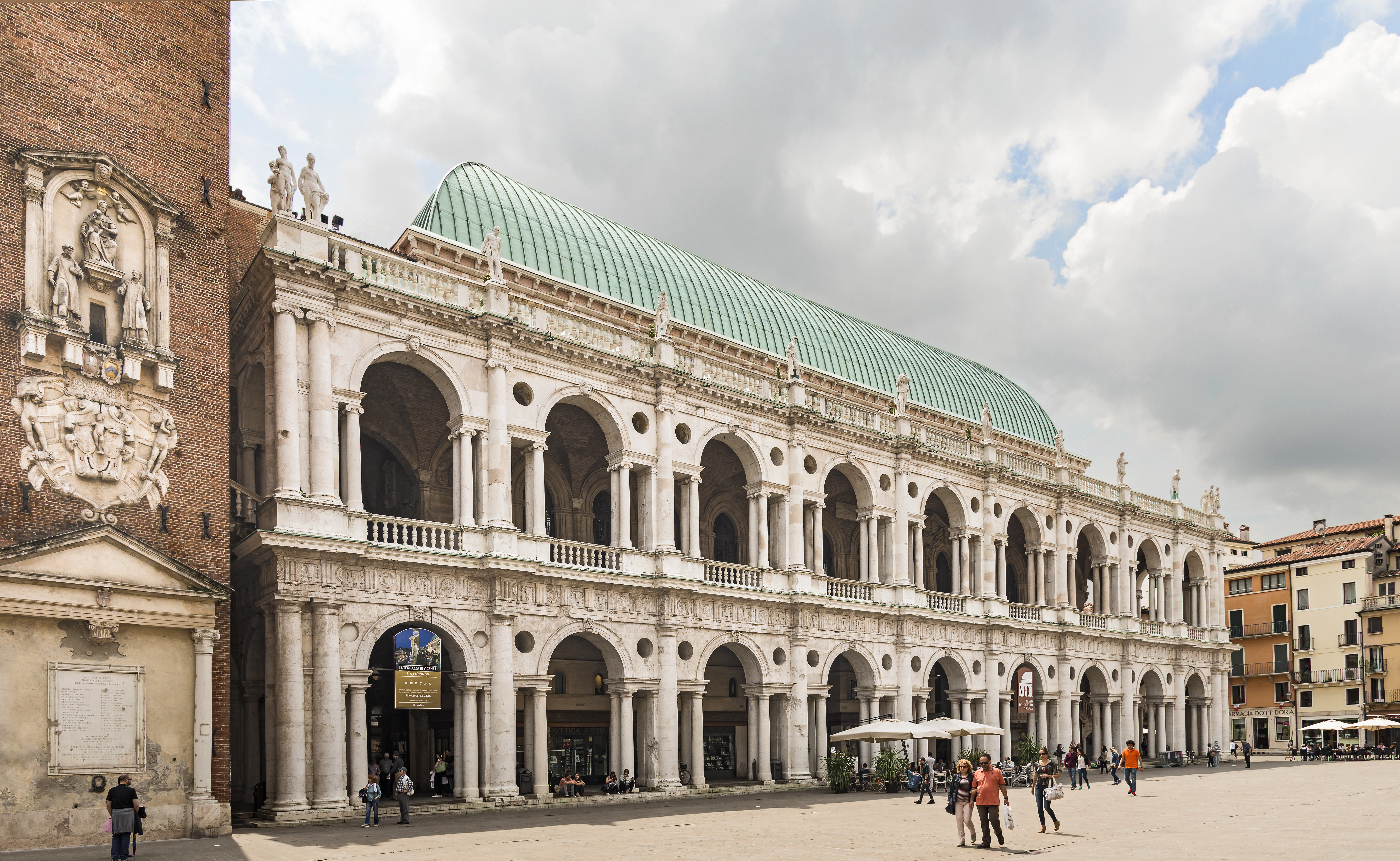
Basilica Palladiana

Die Basilica Palladiana in Vicenza, seltener auch als Palazzo della Ragione (deutsch etwa Justizpalast) bezeichnet, ist ein Renaissance-Bauwerk des Architekten Andrea Palladio. Sie gilt als frühes Meisterwerk des Architekten und ist seit 1994 – zusammen mit anderen Bauten Palladios in Vicenza und im Veneto – als UNESCO-Weltkulturerbe anerkannt.

## Baugeschichte

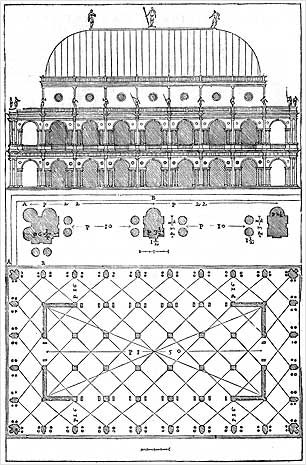
Zeichnung der Basilica aus Palladios Werk I quattro libri dell’architettura (1570)

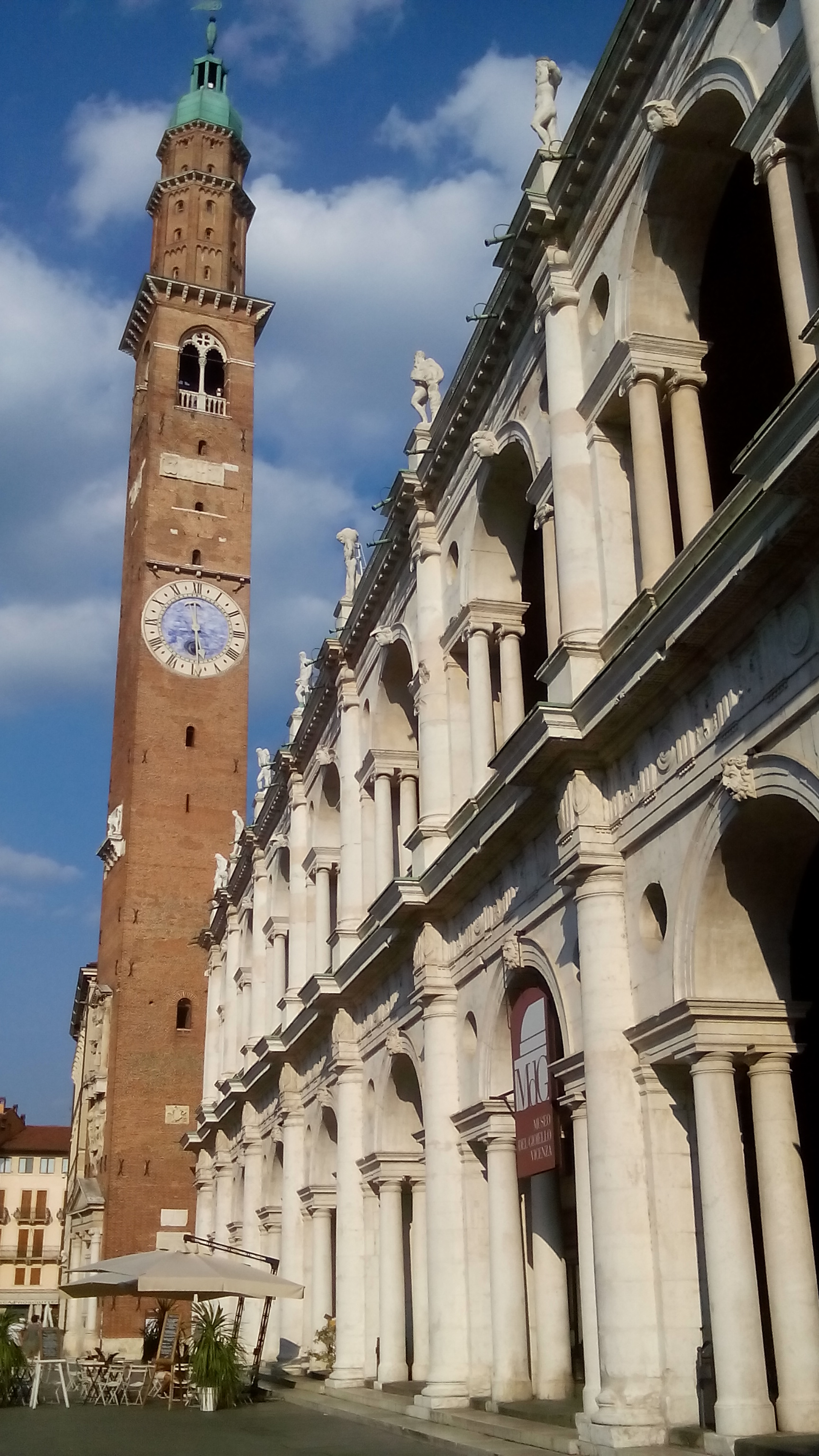
Fassade und mittelalterlicher Turm

Der eigentliche Kernbau (Palazzo della Ragione) besteht aus zwei gotischen Palästen aus Ziegelstein – dem sogenannten „Alten Palast“ (Palatium Vetus) und dem sogenannten „Stadtpalast“ (Palatium Commune), die bereits im 15. Jahrhundert zu einer baulichen Einheit verbunden wurden ohne die zwischen ihnen befindlichen – teilweise schräg verlaufenden – Durchgänge im Erdgeschoss aufzugeben. Ende des 15. Jahrhunderts beschloss der Rat der Stadt, dem mittelalterlichen Bau ein neues Gesicht zu geben; daraufhin wurde der Architekt Tommaso Formenton mit der Neugestaltung beauftragt. Wenn man davon ausgeht, dass die Idee zum Bau eines Großen Ratssaales von ihm stammt, scheint sich sein Entwurf offensichtlich am Palazzo della Ragione in Padua orientiert zu haben. Doch bereits zwei Jahre nach Fertigstellung stürzten Teile der Fassade und des Kernbaus ein. Für den Wiederaufbau wurde ein neuer Architekt gesucht, doch die frühen Vorschläge von Antonio Rizzo und Giorgio Spavento aus dem Jahr 1496 wurden ebenso abgelehnt wie die von Jacopo Sansovino (1538), Sebastiano Serlio (1539), Michele Sanmicheli (1541) und Giulio Romano (1542). Erst in den Jahren 1546–1549, also mehr als 50 Jahre nach dem Einsturz, entschied man sich für einen Entwurf des bis dahin völlig unbekannten Andrea della Gondola, der später unter dem Künstlernamen ‚Palladio‘ bekannt wurde. Der Bau wurde im Jahr 1549 begonnen und erst 1614, also 34 Jahre nach dem Tod des Architekten, vollendet.

## Name
Die Bezeichnung ‚Basilica‘ geht noch auf die Zeit Palladios zurück: Damals wurde der Bau – wie eine antike römische Basilika – als hoheitliches Gebäude mit Markt- und Gerichtsfunktionen genutzt.

## Architektur

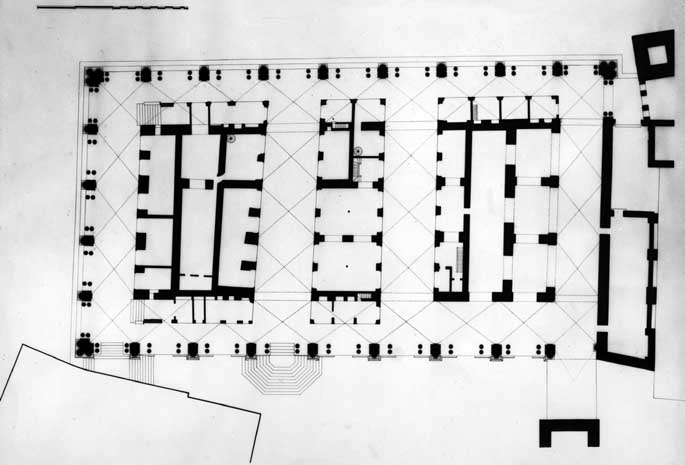
Grundriss des Erdgeschosses

Durch die Verwendung von weißem Marmor und durch die gleichmäßige Wiederholung ein und desselben – aus dem Triumphbogenschema abgeleiteten – Motivs, des sogenannten ‚Serlio-Fensters‘, das später auch als Venezianisches Fenster bekannt wurde, erhielt die Architektur des Bauwerks ein gleichermaßen repräsentatives wie vollkommen einheitliches Aussehen. Obwohl man betonen muss, dass es sich nicht um ein Wohngebäude, sondern um ein öffentliches Bauwerk handelt, ist die nahezu identische Gestaltung beider Geschosse für die Zeit absolut ungewöhnlich und beinahe revolutionär – die traditionelle Aufteilung in eine untere Geschossebene und ein ‚piano nobile‘ ergibt keinen Sinn mehr. Nur geringfügige Abweichungen zwischen beiden Ebenen sind erkennbar: dorische Kapitelle im Erdgeschoss, ionische im Obergeschoss; Metopen-Triglyphenfries im Architrav des Erdgeschosses; Brüstungen im Obergeschoss. Durch die vorgestellten Halbsäulen und die Doppelsäulen zu beiden Seiten der großen Arkadenbögen erhält die Fassade eine gewisse Plastizität und Tiefenräumlichkeit. Der Dachbereich mit dem Oberteil des 52 Meter langen und 25 Meter hohen Ratssaals ist umstellt von allegorischen Figuren, die auf Podesten stehen, welche in die Brüstung oberhalb der Dachtraufe integriert sind.

## Heutige Nutzung
Während im Erdgeschoss Geschäfte untergebracht sind, finden im Bereich des Obergeschosses, das mit seinem Kupferdach wie ein Einzelgebäude die Silhouette der Stadt weithin sichtbar überragt, hin und wieder Wechselausstellungen statt.

## Zitat
„Es ist nicht möglich, den Eindruck zu beschreiben, den die Basilika von Palladio macht …“ (J. W. Goethe: Italienische Reise)